# Léontine Pauline Aubart
Léontine Pauline Aubart, genannt Ninette, manchmal auch fälschlich Aubert geschrieben, (geboren am 20. Mai 1887 in Paris; gestorben am 29. Oktober 1964 ebenda) war eine französische Kabarettsängerin, die gelegentlich im Le Lapin Agile auftrat.

## Leben
Aubart war eine Tochter von Sylvain Jacques Augustin Aubart und dessen Frau Marie Elisabeth (geborene Cazé). Sie war die Geliebte (Mätresse) des Millionärs Benjamin Guggenheim, dem Bruder des Sammlers Solomon R. Guggenheim. Eigentlich wollten sie die Reise  nach New York gemeinsam mit der Lusitania antreten, doch aufgrund eines Kohlestreiks oder technischer Probleme, wurde die Abfahrt abgesagt. Guggenheim buchte daraufhin Tickets für die Jungfernfahrt der RMS Titanic. Aubart und Guggenheim wurden am 10. April 1912 in Cherbourg, Frankreich, mit einem Zubringerschiff zur Titanic gebracht. Sie wurde von der Zofe Emma Sägesser begleitet und bewohnte die Kabine B-35 (Ticketnummer PC 17477, £69 6s) in der Ersten Klasse des Schiffes. Aubart hatte zuvor als Sängerin gearbeitet und in der Rue Le Sueur 17 in Paris gewohnt. Als das Schiff am 14. April 1912 mit einem Eisberg kollidierte, gehörte sie, gemeinsam mit ihrer Zofe, zu den Frauen, die in einem der 16 Rettungsboote das Unglück überlebten. Die Insassen des Rettungsboots wurden von dem Passagierschiff Carpathia aufgenommen, die sich eigentlich auf dem Weg von New York zum Mittelmeer befand, als sie den Funkspruch der Titanic bemerkten. Die Carpathia kehrte sofort um und versuchte das havarierte Schiff zu erreichen. Nachdem die Überlebenden aufgenommen waren, kehrte das Schiff nach New York zurück, wo Aubart und Sägesser am 18. April 1912 an Land gingen. Sofort nach ihrer Rettung hatten die Frauen Marconigramme an ihre Familien in Frankreich geschickt, die jedoch nicht alle übermittelt werden konnten.
Aubart war als „Mrs. N. Aubert“ (Frau N. Aubert) auf der Passagierliste verzeichnet. Sie reiste mit ihrem Dienstmädchen in diskreter Entfernung von Guggenheims Kabine auf demselben Deck. Da ihr Ticket ohne Verpflegung gebucht wurde, sollte sie alle Mahlzeiten auf dem B-Deck im À-la-carte-Restaurant des Geschäftsmanns Luigi Gatti einnehmen. Ihr Gönner hatte sie für die Überfahrt mit einer reichhaltigen Garderobe ausgestattet, die es erlaubte zu jeder Mahlzeit ein anderes teures Kleid zu tragen. Später gab sie in der Verlustliste an die White Star Line an, sie habe vier große Überseekoffer gefüllt mit vierundzwanzig Kleidern, vierundzwanzig Paar Schuhen, einer Auswahl an Dessous, sieben Hüten (davon zwei mit Federn), passenden Handschuhen und mehreren mit Juwelen besetzten Taschen, Theatergläsern und eine Tiara verloren.
Mehrere Mitglieder der Familie Guggenheim waren bei der Ankunft der Carpathia zugegen, um Aubart und ihre Zofe in New York eine Unterkunft zu organisierten und ihre Existenz vor Florette, der Witwe Benjamin Guggenheims, geheim zuhalten. Für die beiden überlebenden Frauen wurde sehr bald ein Ticket für die Adriatic gebucht, die am 3. Mai 1912 nach Liverpool fuhr. Aubart reichte später eine formelle Schadensersatzklage mit einer Kopie der persönlichen Verlustliste ein. Das Dokument wurde am 20. Februar 1913 vom stellvertretenden US-Generalkonsul in Paris beglaubigt, unterzeichnet und gesiegelt. Ihre Schadensersatzforderung gegen die White Star Line belief sich auf 37.220 US-Dollar (12.220 Dollar für ihr verlorenes Gepäck und 25.000 Dollar für erlittene Verletzungen). Ihre Klage wurde am 10. April 1913, ein Jahr nach der Abfahrt der Titanic aus Southampton, von ihrem US-Anwalt A. Gordon Murry eingereicht. Ihr wurde jedoch, wie den meisten Klägern, eine geringere Summe ausgezahlt.

## Das Dienstmädchen aus der Schweiz
Aubert wurde auf ihrer Reise auf der Titanic von Emma Sägesser (16. August 1887– 24. Mai 1964) begleitet, die in Aarwangen im Kanton Bern in der Schweiz geboren wurde, im Alter von 11 Jahren ihre Mutter verlor und in Genf bei ihrer Schwester Rosa Sägesser aufwuchs. 1908 kam sie zunächst nach Cannes und fand 1912 eine Anstellung bei der Sängerin Léontine Pauline „Ninette“ Aubart in Paris. Bei dem Schiffsunglück wurden die beiden Frauen von Guggenheim und dessen Kammerdiener Victor Giglio auf das Schiffsdeck begleitet und stiegen gegen 01:30 Uhr in das Rettungsboot Nr. 9 und erhielt etwa 300 Franken Schadenersatz. Bald nach ihrer Rückkehr nach Paris trennten sich die Wege der beiden Frauen und Sägesser kehrte in die Schweiz zurück. Sie lebte 1917 in St. Gallen und zog von dort aus nach Zürich um, wo sie als Verkäuferin in den Filialen der Warenhäuser von Globus und Jelmoli. Im März 1926 heiratete Sägesser Karl Ernest Arnold, mit dem sie ein Zigarrengeschäft in der Kanzleistrasse 91 in Zürich betrieb.
25 Jahre nach der Katastrophe schilderte sie am 14. April 1937 dem Reporter Arthur Welti in einem Interview für das Radio Beromünster was sich in der Nacht auf dem Schiff zugetragen hatte.

## Familie

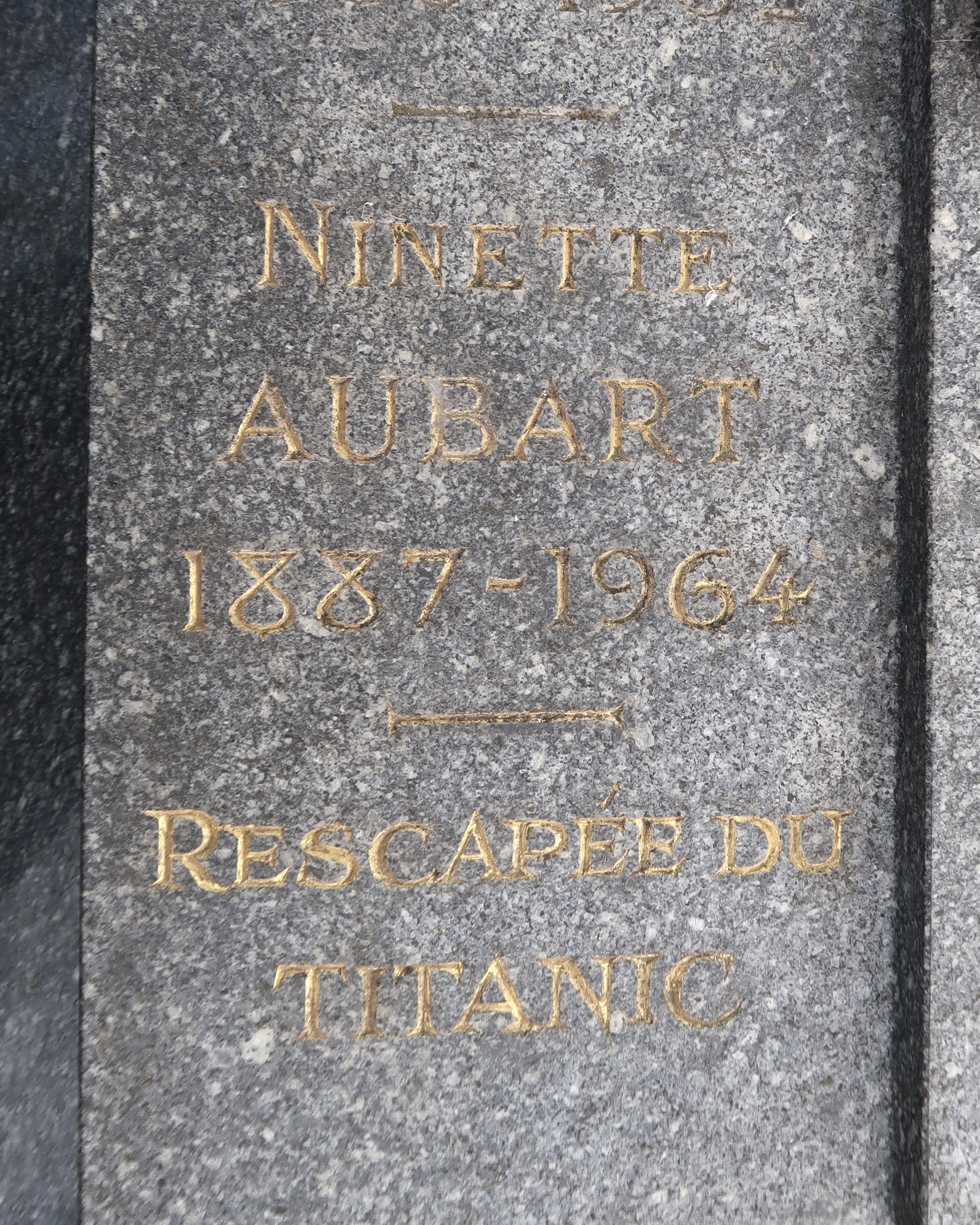
Ninette Aubart, Grabstein

Aubart war vermutlich dreimal verheiratet und hatte mindestens einen Sohn. Einer ihrer Ehemänner soll ein Mitglied des französischen Kabinetts gewesen sein.
- Am 19. November 1927 mit Eugène Richard André Delannoy, von dem sie 1934 wieder geschieden wurde.

Aubart wurde auf dem Friedhof Saint-Vincent in Montmartre beigesetzt.

## Rezeption
Über die kurze Liaison mit Benjamin Guggenheim und die Ereignisse in der Nacht, in der die Titanic unterging, gibt es zahlreiche Geschichten und Verfilmungen.
- Veronique Chalmet erzählt davon in ihrem biografischen Roman über Peggy Guggenheim.[11]
- In Film und Fernsehen wurde ihre Person unter anderem von Fannie Brett im Film Titanic und von Joséphine de La Baume in der Fernsehserie Titanic verkörpert.